# 1300 (гурт)
1300 — південнокорейсько-австралійський хіп-хоп гурт з Сіднею сформований у 2020—2021 році. Складається з 5 учасників, Рако, Гойо, Далі Ґарт, Ньорді та Покарі.світ.
Стиль гурту чесний, захоплюючий та електричний, який процвітає як самостійна творча сутність з захоплюючою живою енергією. Їхня мета в тому, щоб зв'язатися зі спільнотою однодумців і відстоювати творчу свободу.

## Історія

### 2020-дотепер: Формування та перший альбом
До повного формування гурту 1300 троє з них вже були знайомі і були частиною спільного проєкту Aisleland. З двома іншими учасниками вони познайомились на вечірці сіднейського артиста Yura, який був членом Aisleland разом із Гойо та Далі Ґарт. В той час Покарі.світ і Ньорді працювали над міні-альбомом Yura «Scrapbook» 2020 року.
Зустріч у студії Покарі була каталізатором для групи, в перший день разом вони змогли записати три треки. Вони дуже добре поєднали свої навички, Рако та Далі Ґарт доповнювали вокал та хореографію, Гойо реп, Ньорді та Покарі продюсування.

1300 є частиною згуртованої спільноти корейських артистів, які створюють музику в Сіднеї. Рако пояснює, що вона «настільки мала, що ми знаємо всіх». Ньорді підкреслює, що ця спільнота є частиною того, що об'єднало групу 
«Будучи корейцями ми усі виросли тут, та маємо дуже схожий досвід, ми розуміємо одне одного, тому коли ви вперше зустрічаєтеся, це є природнім, що всі розуміють один одного. Ми всі виросли, слухаючи корейську музику, так що це так».
Рако підкреслює що:
«Гурт це більше не жарт, і не гобі — ми насправді цим займаємося».
Зі слів Ньорді:
«Ми справді любимо шоу. Я думаю, це головна річ яку ми всі любимо, це все для чого створена наша музика. Це не для прослуховування вдома в навушниках. Так теж можливо, але це краще вживу, коли всі стрибають і т.д, і ви можете відчути енергію». Ньорді підсумовує 1300 як «П'ять голосів, п'ять розумів, усі дуже різні з різними думками».
Піснею «Oldboy» група віддає належне одному зі своїх улюблених корейських фільмів.

## Учасники
Ньорді (англ. Nerdie) — со-продюсер.
Покарі.світ (англ. Pokari.sweat) — со-продюсер.
Рако (англ. Rako) — вокаліст (репер)
Гойо (англ. Goyo) — вокаліст.
Далі Ґарт (англ. Dali Hart) — вокаліст.

## Дискографія

### Альбоми
- Foreign Language (29.04.2022)

### Мікстейпи
- <3 (10.02.2023)

### Сінгли
- Brr (6.01.2021)
- No Caller ID (31.05.2021)
- Smashmouth (12.08.2021)
- Smashmouth Remixes (19.11.2021)
- Oldboy (4.02.2022)
- Rocksta (16.03.2022)
- CARDIO! (23.11.2022)
- Steve Jobs (feat. Kwame) (25.05.2023)
- Lalaland (5.10.2023)
- GANTZ (feat. EK) (24.11.2023)